# Mara DePuy
Mara DePuy (30 de julio de 1973) es una jinete estadounidense que compitió en la modalidad de concurso completo. Ganó una medalla de plata en los Juegos Panamericanos de 1995, en la prueba por equipos.

## Palmarés internacional
| Juegos Panamericanos | Juegos Panamericanos      | Juegos Panamericanos | Juegos Panamericanos |
| Año                  | Lugar                     | Medalla              | Categoría            |
| -------------------- | ------------------------- | -------------------- | -------------------- |
| 1995                 | Mar del Plata (Argentina) | Medalla de plata     | Por equipos          |